# Evonik
Evonik Industries è un gruppo industriale con sede a Essen, nella Renania Settentrionale-Vestfalia, in Germania, ed è una delle principali società di prodotti chimici specializzati di tutto il mondo, di proprietà della RAG Stiftung. Il gruppo è stato creato il 12 settembre 2007 a seguito della ristrutturazione del gruppo minerario e tecnologico RAG. Evonik Industries opera nelle aree di business dei prodotti chimici, nell'energia e nell'immobiliare, mentre le operazioni di estrazione continuano ad essere effettuate da RAG. Evonik Industries impiega circa 33.000 persone e svolge attività in oltre 100 paesi. Evonik è lo sponsor principale del Borussia Dortmund, squadra di calcio tedesca.

## Storia

### Fondazione della società

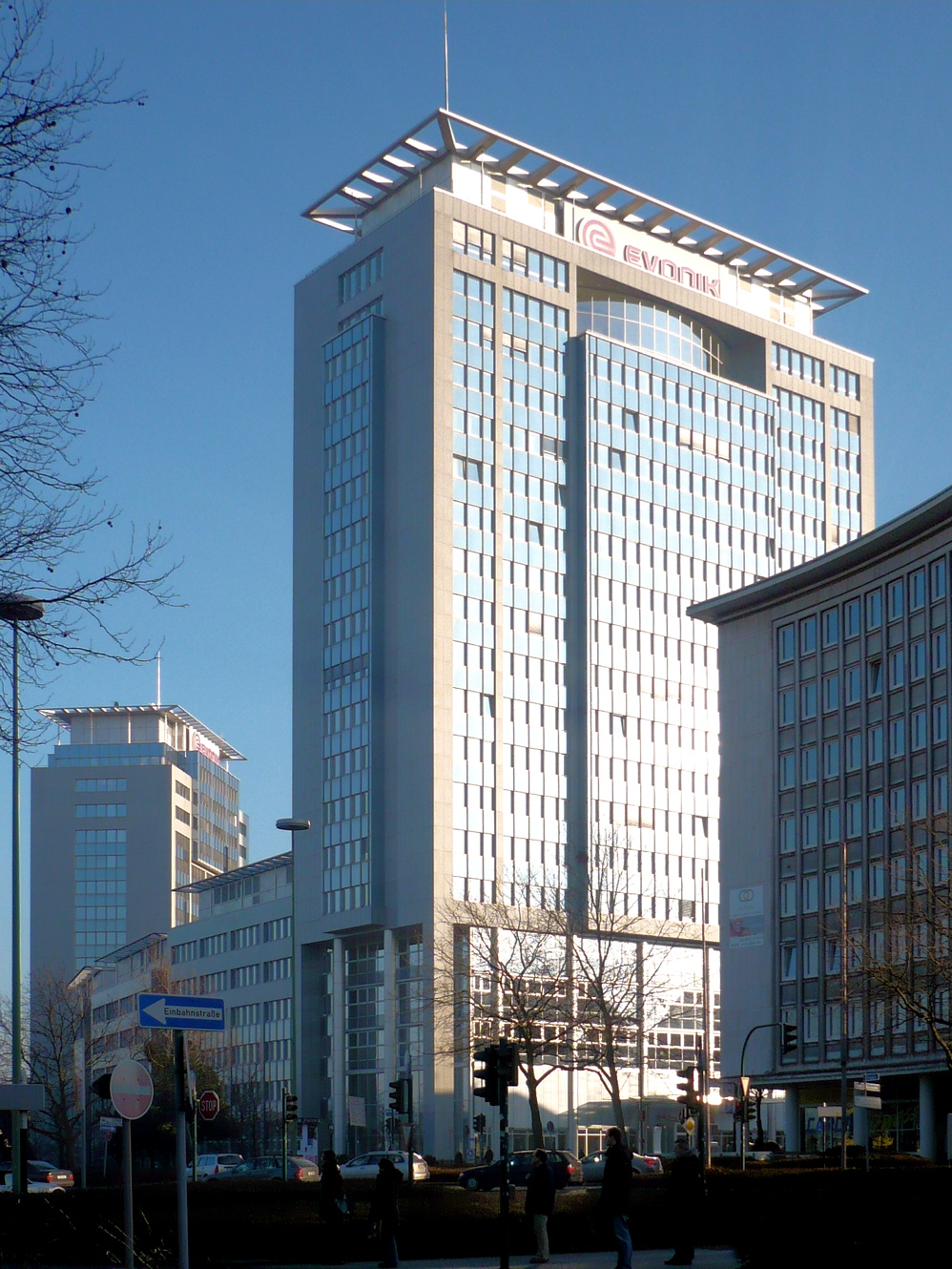
Quartier Generale a Essen, Germania

Storicamente, l'azienda Evonik Industries faceva parte di RAG. L'idea di dividere la società è stata presentata nel 2005. Lo sfondo di questa idea è che l'attività di RAG di estrazione del carbone viene effettuata sotto contratto governativo in Germania, mentre le imprese trasferite a Evonik competono sui mercati internazionali. La Evonik Industries è stata creata il 12 settembre 2007.

### Azionariato
Dal 5 marzo 2015, la struttura azionaria della Evonik Industries AG è composta come segue:
- 67,9%: RAG Stiftung
- 14,0%:Gabriel Acquisitions GmbH (società controllata da fondi gestiti da CVC Capital Partners)
- 18,1%: Altri

## Sponsorizzazioni

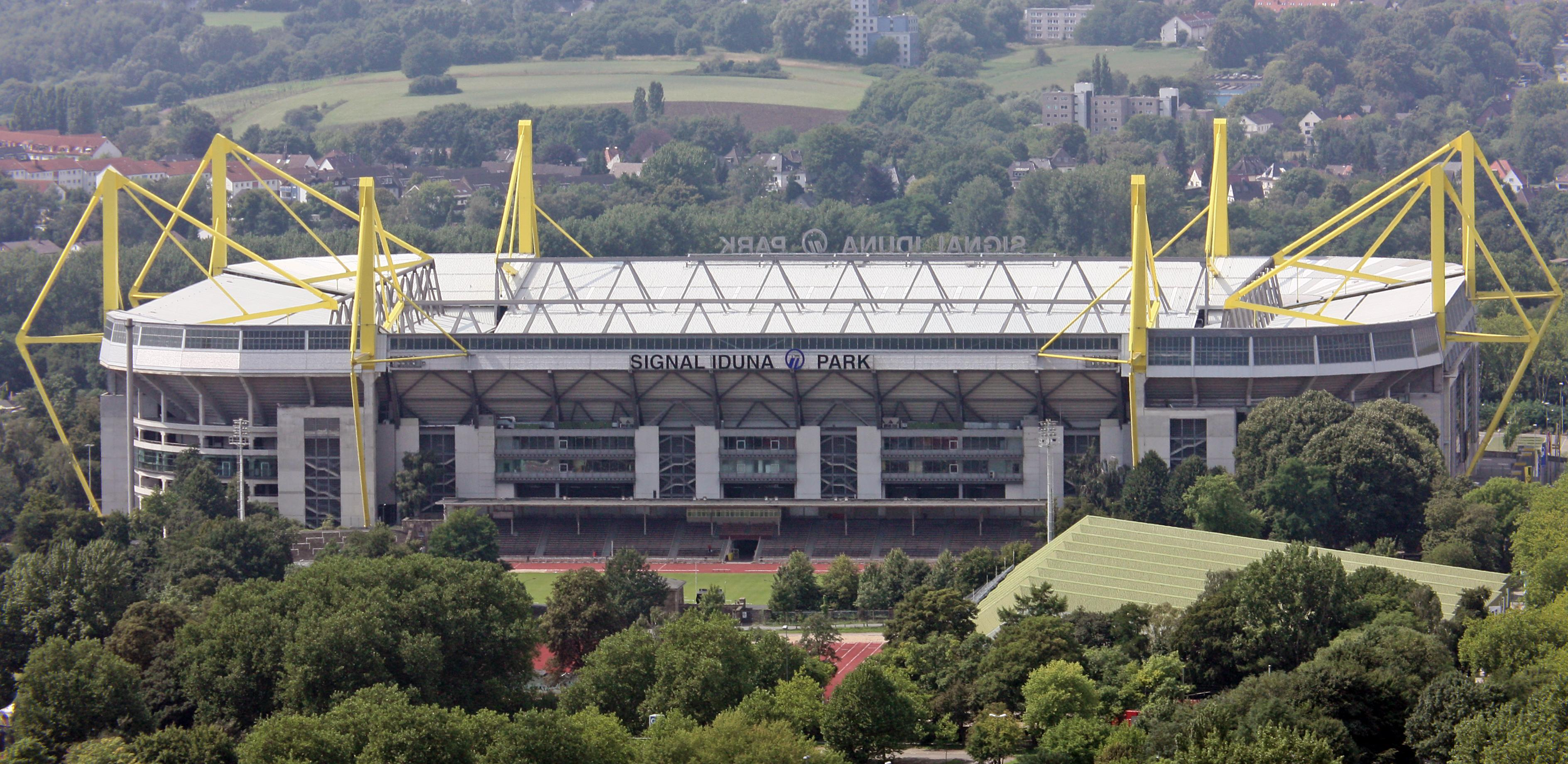
Evonik sponsorizza il Borussia Dortmund

- Evonik è lo sponsor principale del Borussia Dortmund (BVB) a partire dalla stagione 2006/2007[2][3]
- Evonik è stato uno degli sponsor del Campionato del mondo di scacchi 2008